# Cardinalis
Cardinalis és un gènere d'ocells de la família dels cardinàlids (Cardinalidae ).

## Taxonomia
Segons la Classificació del Congrés Ornitològic Internacional (versió 2.5, 2010) aquest gènere està format per tres espècies:
- Cardinalis cardinalis - cardenal vermell.

És una espècie de passeriforme de la família Cardinalidae que viu al Centre i Nord-amèrica. Viu al sud del Canadà al nord de Guatemala i Belize, també a la part oriental dels Estats Units de Maine fins a Texas i Mèxic. Es pot trobar a arbredes i jardins. Amb longitud corporal mitjana de 21-23 cm. Té una màscara a la cara que és negra en el mascle. Presenta dimorfisme sexual en la seva coloració. La ploma masculina és de color vermell brillant, mentre que en la femella les plomes són de tons opacs que es barregen el vermell amb el cafè.
- Cardinalis phoeniceus - cardenal emplomallat.[2]* Cardinalis sinuatus - cardenal bru.

Espècie resident de Mèxic, però es troba també al sud dels Estats Units, als estats d'Arizona, Nou Mèxic, i Texas. El mascle és de color gris i vermell carmí. La femella és marró grisenca, amb l'esquena grisa i algunes petites taques vermelles a la cresta i les ales. Fa uns 21 cm de longitud.